# Andrea Celeste (militare)
Andrea Celeste (25 settembre 1971) è un carabiniere italiano decorato di medaglia d'oro al valor civile per il fatto verificatosi a San Donato Milanese il 20 marzo 2019.

## Evento
Il 20 marzo 2019 a San Donato Milanese (MI) Ousseynou Sy, 47enne senegalese di origine, ma italiano dal 2004, sequestrò un autobus di cui era alla guida, con a bordo una scolaresca di cinquanta studenti. Dopo aver forzato un posto di controllo, venne fermato nel tratto di cavalcavia tra Zelo Foramagno e San Donato dalle quattro pattuglie dei Carabinieri intervenute per impedire che l’autobus potesse svoltare in strade laterali e continuare la fuga. L’intervento fu decisivo nell’evitare la strage dato che all’interno del mezzo erano stati già versati 10 litri di benzina.
L’arrivo immediato delle pattuglie sul posto ha permesso al maresciallo capo Roberto Manucci, comandante della stazione di Paullo, di aprire con abilità e rapidità la porta di sicurezza posteriore dell'autobus ancora in movimento. Successivamente i Carabinieri facevano irruzione all’interno del mezzo disarmando l'autista che, nel mentre, minacciava di uccidere due ragazzini presi in ostaggio mentre iniziavano già a incendiarsi i 10 litri di benzina, che l'autista aveva obbligato un'insegnante donna a versare tra i sedili.
Veniva così eroicamente sventata dai militari dell'Arma, tra cui l'appuntato Andrea Celeste una terribile strage.